# Urisiu de Jos
Urisiu de Jos – wieś w Rumunii, w okręgu Marusza, w gminie Chiheru de Jos. W 2011 roku liczyła 331 mieszkańców.